# Jerzy Kaszyra
Jerzy Kaszyra MIC (ur. 4 kwietnia 1904 w Aleksandrowie, zm. 18 lutego 1943 w Rosicy) – polski duchowny katolicki, marianin, męczennik, błogosławiony Kościoła rzymskokatolickiego.

## Życiorys
Urodził się w rodzinie prawosławnej, jednak jego matka w 1907 roku przyjęła katolicyzm. W 1922 roku zgłosił się do seminarium księży marianów w Drui. Śluby zakonne złożył 2 sierpnia 1926 roku, a po studiach filozoficznych w Angelicum w Rzymie i teologicznych w Seminarium Duchownym w Wilnie, 20 czerwca 1935 roku przyjął święcenia kapłańskie. Pracował w parafiach mariańskich na Litwie i w Polsce jako wychowawca młodzieży i kleryków oraz przełożony klasztoru.
W 1942 roku wyruszył wraz z bł. ks. Antonim Leszczewiczem do Rosicy, gdzie rozpoczęli misję wśród tamtejszej ludności. Dnia 17 lutego 1943 roku został żywcem spalony przez Niemców w stajni w Rosicy, wraz z grupą wiernych ks. Leszczewicz. Następnego dnia druga grupa ludzi została zamknięta przez nazistów w domu niedaleko drogi, dom oblano benzyną i podpalono. Z tą grupą ludzi był ks. Jerzy Kaszyra. W Rosicy łącznie zostało spalonych 1528 osób, przedtem przetrzymywano ich w kościele trzy dni bez jedzenia i picia.

## Kult
Papież Jan Paweł II beatyfikował go wraz z 107 innymi męczennikami z okresu II wojny światowej 13 czerwca 1999 roku. Kościół parafialny w Rosicy został ustanowiony sanktuarium Męczenników bł. ks. Antoniego Leszczewicza i bł. ks. Jerzego Kaszyry.